# Stor-Stensjön (Hackås socken, Jämtland, 697107-144223)
Stor-Stensjön är en sjö i Bergs kommun i Jämtland och ingår i Indalsälvens huvudavrinningsområde. Sjön har en area på 0,522 kvadratkilometer och ligger 336,2 meter över havet.

## Delavrinningsområde
Stor-Stensjön ingår i det delavrinningsområde (697110-144283) som SMHI kallar för Mynnar i Näkten. Medelhöjden är 355 meter över havet och ytan är 4,41 kvadratkilometer. Det finns inga avrinningsområden uppströms utan avrinningsområdet är högsta punkten. Vattendraget som avvattnar avrinningsområdet har biflödesordning 3, vilket innebär att vattnet flödar genom totalt 3 vattendrag innan det når havet efter 284 kilometer. Avrinningsområdet består mestadels av skog (71 procent). Avrinningsområdet har 0,52 kvadratkilometer vattenytor vilket ger det en sjöprocent på 11,8 procent.